# تاب توت‌فرنگی
«تاب توت‌فرنگی» (به انگلیسی: Strawberry Swing) تک‌آهنگی از گروه موسیقی آلترنتیو راک کلدپلی است که در ۱۳ سپتامبر ۲۰۰۹ منتشر شد. این تک‌آهنگ در آلبوم زنده‌باد زندگی یا مرگ و همه دوستانش قرار داشت.